# Marcos A. Aidukaitis
Marcos Antony Aidukaitis (Porto Alegre, 30 de agosto de 1959) é um membro do Quórum dos Setenta de A Igreja de Jesus Cristo dos Santos dos Últimos Dias desde abril de 2008.
 Ele foi o primeiro sul-americano a ser graduado na Universidade Brigham Young e um dos primeiro do Brasil a se tornar uma autoridade geral da Igreja de Jesus Cristo dos Santos dos Últimos Dias. Também atuou como um líder na  Igreja de Jesus Cristo dos Santos dos Últimos Dias em vários outros níveis na igreja e tem sido um líder na assistência e no crescimento da Igreja na área de São Paulo. 
Filho dum descendente de lituanos nascido na Escócia e imigrado no Brasil, Aidukaitis nasceu em Porto Alegre. Fez missão para a  Igreja de Jesus Cristo dos Santos dos Últimos Dias na Missão Brasil São Paulo Sul. Recebeu um diploma de bacharel em engenharia mecânica na Universidade Brigham Young. Aidukaitis ocupou posições chave em empresas como MAV Distribuição e OGara-Hess. 
Aidukaitis serviu em várias posições na Igreja SUD, incluindo o tempo como um agente de bem-estar da igreja regional. Ele foi o primeiro presidente da Estaca Brasil Osasco, quando foi organizada em 1993. Ele também foi o primeiro presidente da Estaca Brasil Barueri quando foi organizada em 1997. Em 2000, foi chamado como Setenta de Área da igreja. Ele atuou nesta posição de liderança até 2005, quando foi chamado como presidente da Missão Brasil Brasília. Serviu nesta posição até o seu chamado como Autoridade Geral, em abril de 2008. 
Atualmente serve Como Presidente da área Brasil